# 太平洋青鱗魚
太平洋青鱗魚為輻鰭魚綱鲱形目鲱科的其中一種，分布於東太平洋區，從美國加州至秘魯海域，棲息深度可達50公尺，體長可達12.5公分，棲息在沿海海域，成群活動，以浮游生物為食，可做為食用魚。

## 擴展閱讀
維基物種上的相關：太平洋青鱗魚